# Марментино
Марментино (итал. Marmentino) — коммуна в Италии, в провинции Брешиа области Ломбардия.
Население составляет 711 человек (2008), плотность населения составляет 40 чел./км². Занимает площадь 18 км². Почтовый индекс — 25060. Телефонный код — 030.
Покровителями коммуны почитаются святые Косма и Дамиан, целители безмездные, празднование 26 сентября.

## Демография
Динамика населения:

## Администрация коммуны
- Официальный сайт: http://www.comune.marmentino.bs.it/